# Dialecto mineiro

Minas Gerais en Brasil.

El mineiro o montañés es un dialecto del portugués brasileño hablado en las regiones central, este y sureste del estado de Minas Gerais. 

## Dialetologia
El dialecto de Minas Gerais debe diferenciarse de otros dos dialectos hablados en el estado surgidos en otras unidades de la federación: el dialecto Caipira (Paulista), que cubre áreas del interior de São Paulo sur, suroeste y Triángulo de Minas Gerais, al sur de Goiás, al norte de Paraná y al este de Mato Grosso do Sul; y el dialecto baiano, hablado en el norte de Minas Gerais y en la mayor parte del estado de Bahía.
Se trata de uno de los dialectos más fácilmente distinguibles del portugués de Brasil.

## Historia
Las características del dialecto mineiro se formaron a lo largo del siglo XIX tras la decadencia de la minería del oro, que se transportaba a través de una red de carreteras conocida como Estrada Real. El estado de Minas Gerais fue recogiendo la influencia del habla de portugueses llegados de la región de Miño, así como del dialecto del sudeste de Río de Janeiro y de la región del Triángulo Mineiro. La región central de Minas Gerais desarrolló un dialecto propio, conocido como mineiro o montañés.

### Historiografía
El primer estudio lingüístico dirigido específicamente al estado de Minas Gerais fue el Esboço de um Atlas Lingüístico de Minas Gerais (EALMG), realizado por la Universidad Federal de Juiz de Fora en 1977.

## Demografía
Esta variante ocupa un área que se corresponde aproximadamente con los límites del Quadrilátero Ferrífero, incluye el habla de la capital, Belo Horizonte, y el de las ciudades históricas: Ouro Preto (capital desde 1720 hasta 1897), Mariana (primera villa más grande), Santa Bárbara, Sabará, Diamantina, Tiradentes, São João del-Rei, Congonhas, Serro, Caeté.
El dialecto mineiro tiene unos 10,4 millones de hablantes, que se corresponde con el 48,6% de la población total de Minas Gerais (21,4 millones). El 33,0% da la población del estado habla el dialecto caipira y los 18,4% restantes, el dialecto baiano.

### Distribución geográfica
El dialecto mineiro se habla en los municipios de la Región Metropolitana de Belo Horizonte, las ciudades históricas y en la región industrial siderúrgica del Valle del acero.

#### Municipios más poblosos que hablan el dialecto mineiro
| Municipio                                                                                          | Población               | Total      |
| -------------------------------------------------------------------------------------------------- | ----------------------- | ---------- |
| Belo Horizonte                                                                                     | 2 530 701               |            |
| Contagem                                                                                           | entre 700 000 y 650 000 |            |
| Juiz de Fora                                                                                       | entre 650 000 y 500 000 |            |
| Betim                                                                                              | entre 500 000 y 400 000 |            |
| Ribeirão das Neves                                                                                 | entre 400 000 y 300 000 |            |
| Ipatinga                                                                                           | entre 300 000 y 250 000 |            |
| Sete Lagoas Santa Luzia                                                                            | entre 250 000 y 200 000 |            |
| Ibirité                                                                                            | entre 200 000 y 150 000 |            |
| Barbacena Sabará Vespasiano Conselheiro Lafaiete Itabira Ubá Coronel Fabriciano Muriaé             | entre 150 000 y 100 000 |            |
| Nova Lima Caratinga Manhuaçu Timóteo São João del-Rei Curvelo João Monlevade Viçosa Cataguases     | entre 100 000 y 75 000  |            |
| Ouro Preto Esmeraldas Lagoa Santa Pedro Leopoldo Mariana Ponte Nova Congonhas Leopoldina Itabirito | entre 75 000 y 50 000   |            |
| | Total en Brasil         | 10 400 000 |